# بير بيرغ لوند
بير بيرغ لوند (بالنرويجية البوكمول: Per Berg Lund)‏ هو سياسي نرويجي، ولد في 14 أكتوبر 1878، وتوفي في 1954. حزبياً، نشط في الحزب الليبرالي. وقد انتخب Minister of Finance of Norway ‏ (3 مارس 1933 – 3 نوفمبر 1934) وانتخب Minister of Finance of Norway ‏ (15 فبراير 1928 – 12 مايو 1931).